# Hemiceras noctifer
Hemiceras noctifer är en fjärilsart som beskrevs av William Schaus 1928. Hemiceras noctifer ingår i släktet Hemiceras och familjen tandspinnare. Inga underarter finns listade i Catalogue of Life.